# مارتن أرنولد (مخرج)
مارتن أرنولد (بالألمانية: Martin Arnold)‏ هو منتج أفلام ومخرج نمساوي، ولد في 1959 في فيينا في النمسا.

## وصلات خارجية
- مارتن أرنولد على موقع IMDb (الإنجليزية)
- مارتن أرنولد على موقع ألو سيني (الفرنسية)
- مارتن أرنولد على موقع أول موفي (الإنجليزية)
- مارتن أرنولد على موقع قاعدة بيانات الفيلم (الإنجليزية)
- مارتن أرنولد على موقع كينوبويسك (الروسية)